# Lichaamsschema
Het lichaamsschema of lichaamsbesef is het subjectieve gevoel dat een persoon over zijn lichaam heeft.
Het lichaamsschema ontwikkelt mee met de ontwikkeling van het kind. Het wordt dus verfijnder. Het wordt eigenlijk door een leerproces opgebouwd uit ervaringen. Kleuters tekenen mensen nog vaak als koppoters, zonder hals of romp en peuters tekenen hoofden met minimale aanduiding van andere lichaamsdelen. Ze zien van volwassenen immers meestal de benen (op hun oog-hoogte) en het gezicht, als de volwassene zich naar de kleuter buigt. Later wordt de menstekening realistischer. Zo duurt het na amputatie soms een hele tijd eer de persoon zijn nieuwe lichaam correct ervaart.
Het lichaamsschema is het spontane besef over grootte, houding, stand en onderlinge verhoudingen van het lichaam als één geheel. Zo schat men bijvoorbeeld spontaan vanzelf in of men door een nauwe doorgang kan. Bij volwassenen breidt het lichaamsschema zich zelfs uit naar het lichaam en omgeving. Het schatten van de eigen breedte varieert bijvoorbeeld van zomer (met lichte kleding) naar winter (met een dikke overjas). Dit werkt zelfs op vergelijkbare manier wanneer men bijvoorbeeld in een grote of een kleine auto rijdt.

## Dominantie van de ledematen
Bij het beleven van het lichaamsschema hoort ook de dominantie van de ledematen, dat wil zeggen of men links- of rechtshandig en links- of rechtsvoetig is. Meestal is men ofwel links dominant ofwel rechts dominant. Bij uitzondering komt ook gekruiste dominantie voor: linksvoetig en rechtshandig (of rechtsvoetig en linkshandig). Men vermoedt dat er een verband is tussen gekruiste dominantie en het voorkomen van leerstoornissen.
Bij verder onderzoek blijkt er ook een dominantie te bestaan voor het (bij voorkeur) gebruiken van ogen en oren. Mensen kunnen dus rechtsogig of linksogig en rechtsorig of linksorig zijn. Welk oog gebruikt men bijvoorbeeld spontaan om door een sleutelgat te kijken; en als men je vraagt of de wekker nog tikt, welk oor breng je dan dichterbij?
Aangezien de zenuwbanen tussen zintuigen/ledematen en hersenen grotendeels gekruist verlopen, is bij linksdominantie de rechterhersenhelft dominant en omgekeerd.

## Gerelateerde onderwerpen
- Lateralisatie
- Proprioceptie